# Acid peroxodisulfuric
Acidul peroxodisulfuric (denumit și acid peroxidisulfuric sau acidul lui Marshall) este un compus anorganic cu formula chimică H2S2O8, fiind un oxoacid cu sulf. Pentru a respecta structura chimică, formula poate fi notată și HO3SOOSO3H. Conține doi atomi de sulf cu stare de oxidare +6 și o grupă peroxid. Sărurile acestui acid se numesc persulfați sau peroxodisulfați/peroxidisulfați și sunt utilizați industrial ca agenți oxidanți puternici.

## Obținere
Acidul peroxodisulfuric poate fi obținut în urma reacției dintre acidul clorosulfonic și peroxidul de hidrogen:
{\displaystyle {\ce {2ClSO3H + H2O2 -> H2S2O8 + 2 HCl}}}